# Saint-Hyacinthe
Saint-Hyacinthe is een stad (ville) in de Canadese provincie Québec en telt 55.823 inwoners (2006).
Het is sinds 1852 de zetel van een rooms-katholiek bisdom.

## Geboren
- Louis-Philippe Laurendeau (1861 - 1916), componist, dirigent en arrangeur
- Bernard Lagacé (1930-2025), organist en klavecinist
- Johanne Blouin (1955), zangeres en componiste